# Rover (marca)
Nota: Para as outras empresas com esse nome, veja Rover Company e Grupo Rover.
Rover é uma marca automotiva inglesa que foi usada entre 1904 e 2005. Foi lançada como uma fabricante de bicicletas chamada Rover Company em 1878, antes de começar a fabricar carros em 1904. A marca usava o icônico dracar viking como seu logotipo. Os direitos da marca atualmente pertencem a Jaguar Land Rover, mas nenhum veículo da Rover está atualmente em produção, e a marca é considerada inativa.
Apesar de uma absorção controlada pelo Estado pela Leyland Motor Corporation (LMC) em 1967 e subsequentes fusões, nacionalizações e desintegrações, a marca Rover manteve sua identidade como uma divisão subsidiária independente da LMC, depois através de grupos da British Leyland nos anos 1970 e 1980.
A Rover tornou-se a principal marca do então recém-renomeado Grupo Rover — que era efetivamente o restante das empresas de produção de automóveis da British Leyland — em 1988, quando se tornou propriedade da British Aerospace e, posteriormente, do Grupo BMW. O compartilhamento de tecnologia com a Honda e o investimento financeiro durante o período que pertencia a BMW levaram a um renascimento da marca durante a década de 1990, em seu principal segmento médio.
Em 2000, a BMW vendeu a Rover e as atividades relacionadas ao carro da MG do Grupo Rover para o Phoenix Consortium, que estabeleceu o Grupo MG Rover em Longbridge. A BMW manteve a propriedade da marca Rover, permitindo que a MG Rover a utilizasse sob licença. Em abril de 2005, os carros da marca Rover deixaram de ser produzidos quando o Grupo MG Rover entrou em insolvência. Alguns dos ativos do Grupo MG Rover foram comprados pela SAIC Motor, sediada na China, que conseguiu obter alguma tecnologia que foi incorporada a uma nova linha de veículos de luxo sob a marca Roewe. Outros ativos foram comprados por outra montadora chinesa, a Nanjing Automobile.
A BMW vendeu os direitos da Rover à Ford em 2006 por aproximadamente 6 milhões de libras, tendo esta exercido uma opção de primeira recusa em comprá-la desde a compra da Land Rover em 2000. Assim, a Ford reuniu as marcas originais da Rover Company, principalmente por razões de proteção de marca. Em março de 2008, a Ford chegou a um acordo com a Tata Motors, uma parte do Grupo Tata, da Índia para incluir a marca Rover como parte da venda de suas operações da Jaguar Land Rover para a montadora indiana. Legalmente, a marca Rover é propriedade da Land Rover sob os termos da compra do nome pela Ford em 2006.

## Modelos

### Lançado pela Rover Company (1904-1967)
- 1904–1912 Rover 8
- 1906–1910 Rover 6
- 1906–1910 Rover 16/20
- 1912–1923 Rover 12
- 1919–1925 Rover 8
- 1924–1927 Rover 9/20
- 1925–1927 Rover 14/45
- 1927–1932 Rover Light Six
- 1927–1947 Rover 10
- 1929–1932 Rover 2-Litre
- 1930–1934 Rover Meteor 16HP/20HP
- 1931–1940 Rover Speed 20
- 1932–1933 Rover Pilot/Speed Pilot
- 1932–1932 Rover Scarab
- 1934–1947 Rover 12
- 1934–1947 Rover 14/Speed 14
- 1937–1947 Rover 16

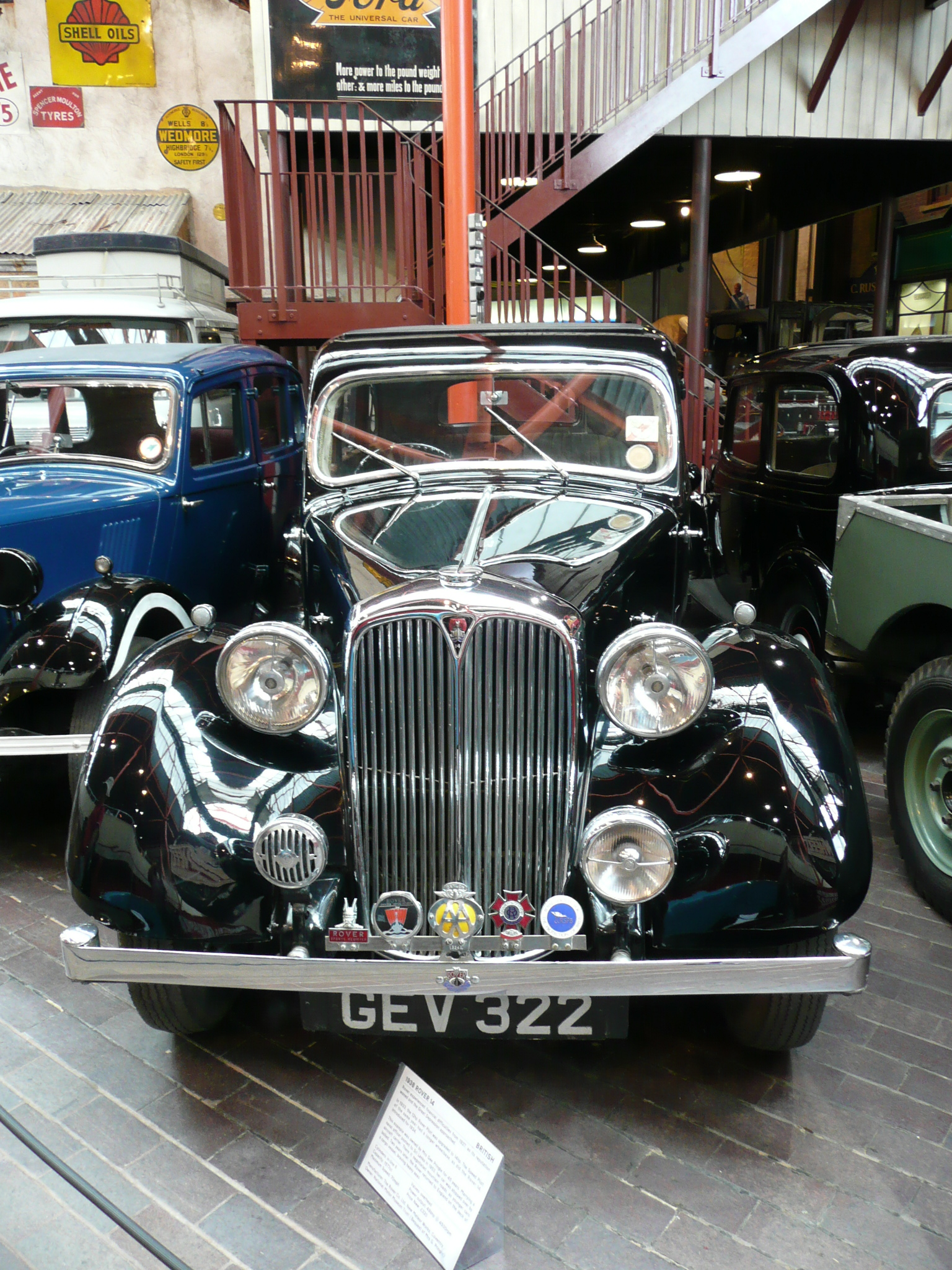
Rover 14 de 1938.

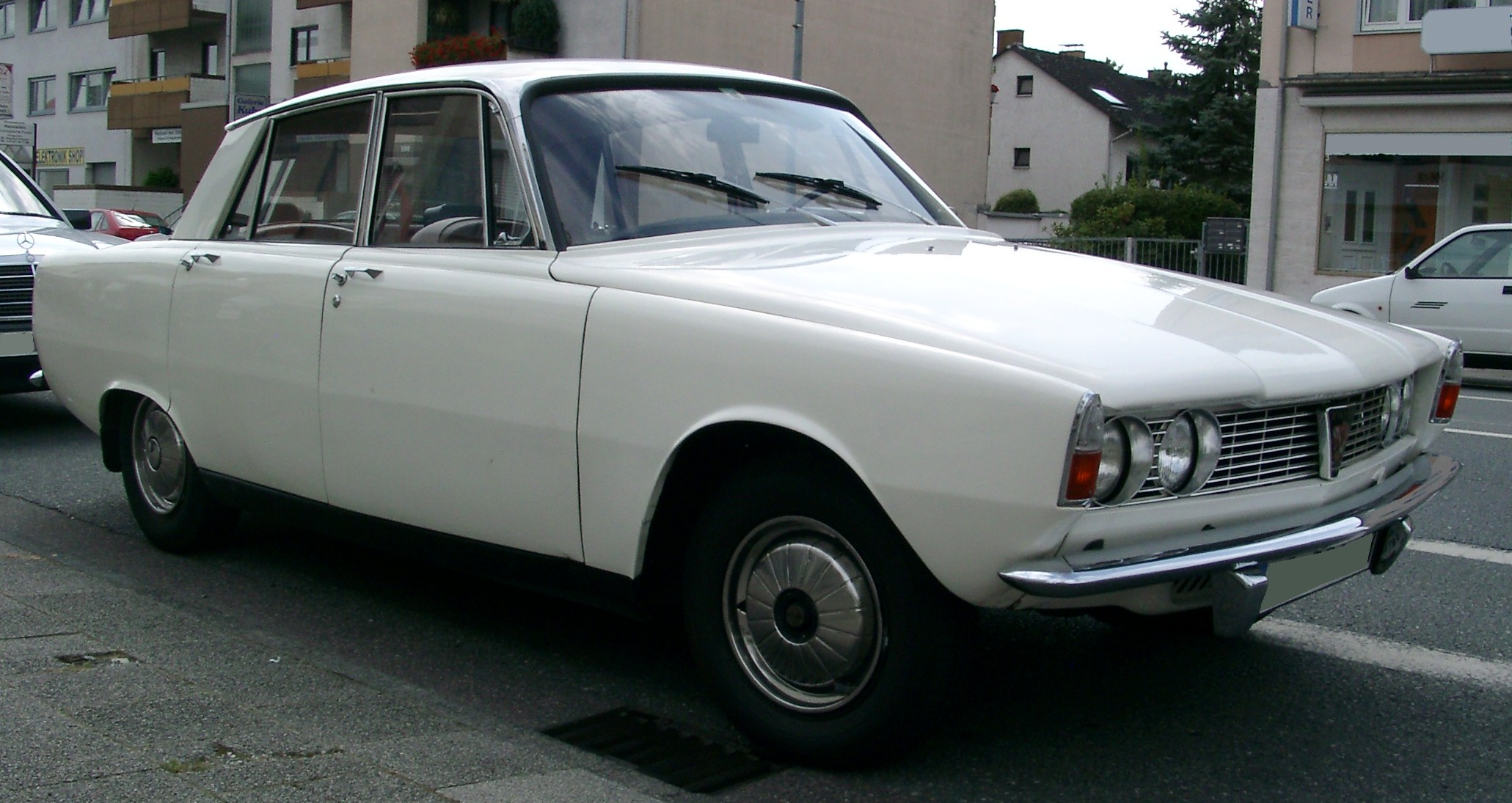
Rover P6 de 1966.

- 1948–1978 Land Rover (I/II/III)—Em 1978, a BL estabeleceu a Land Rover Limited como uma subsidiária separada; assumiu a produção da Land Rover.
- 1948–1949 Rover P3 (60/75)
- 1949–1964 Rover P4 (60/75/80/90/95/100/105/110)
- 1958–1973 Rover P5 (3-Litre/3.5-Litre)
- 1963–1977 Rover P6 (2000/2200/3500)

### Lançado pela BLMC/BL (1967–1986)

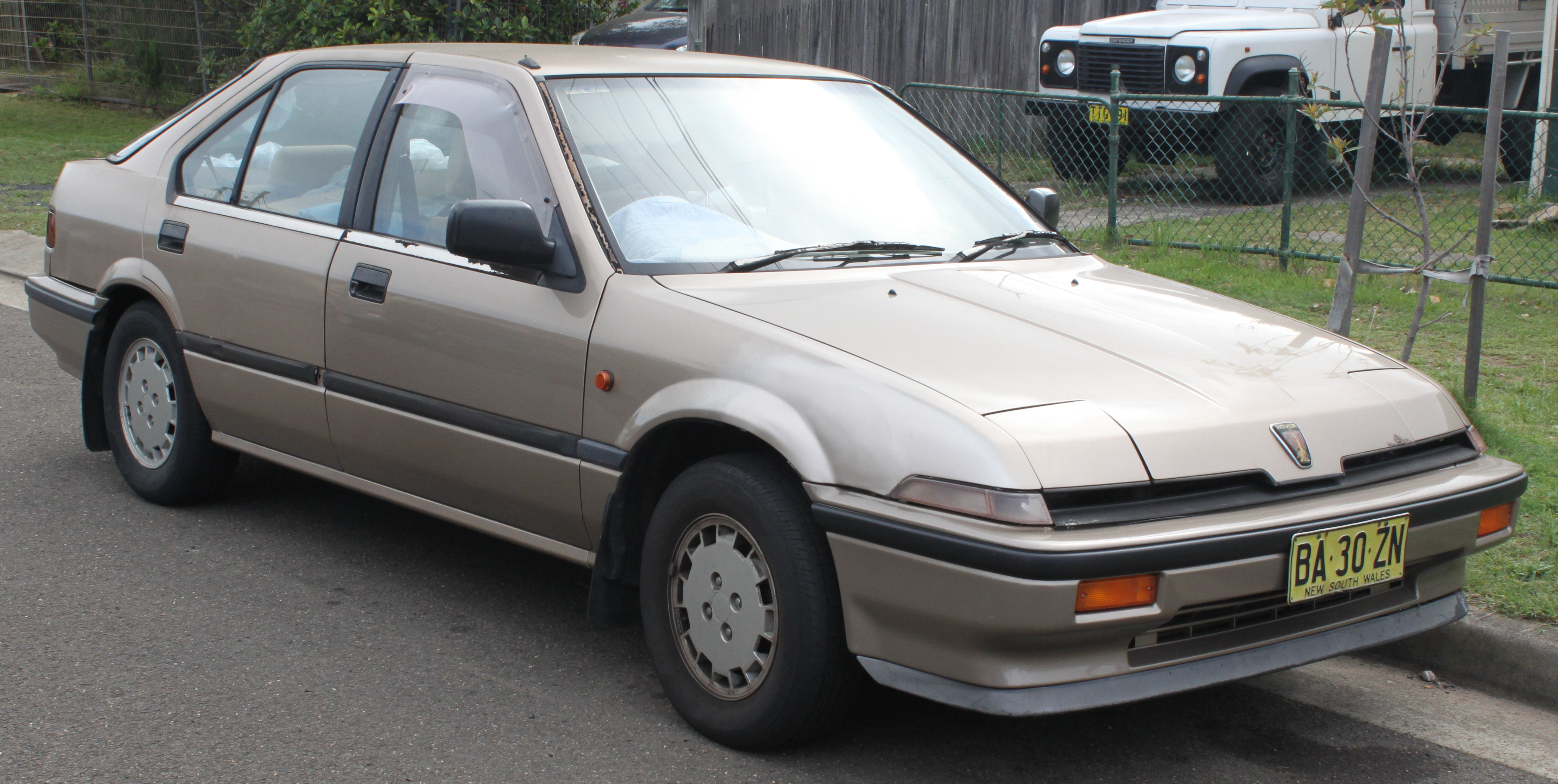
Rover 416i (Australian market) de 1986.

- 1970–1978 Range Rover—Em 1978, a BL estabeleceu a Land Rover Limited como uma subsidiária separada; assumiu a produção do Range Rover.
- 1976–1986 Rover SD1 (2000/2300/2400/2600/3500/Vitesse)
- 1983–1985 Rover Quintet-Australian market
- 1984–1999 Rover 200 (211/213/214/216/218/220)
- 1985–1989 Rover 416i—Australian market

### Renomeados pelo Grupo Rover (1986–2000)
- Carros mini/supermini

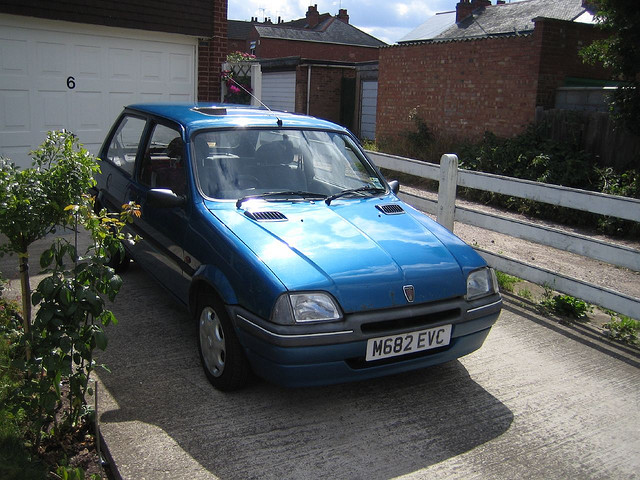
Rover Metro de 1994.

  - 1986–2000 Rover Mini – Originalmente chamado de Austin Seven / Morris Mini Minor em 1959, mas renomeado como Rover Mini em 1986.
  - 1990–1998 Rover Metro, Rover 100 (111/114/115) – Originalmente chamado de Austin Metro. Foi renomeado como um Rover três anos após a queda da Austin.
- Carros de família
  - 1989–1994 Maestro – Nunca rotulou um Rover, mas foi vendido através de concessionárias da marca com um emblema da mesma forma que o emblema da Rover.
  - 1989–1994 Montego – Nunca rotulou um Rover, mas foi vendido de concessionárias da marca com um emblema da mesma forma que o emblema da Rover.

### Lançado pela Grupo Rover (1986–2000)
- Carros de família

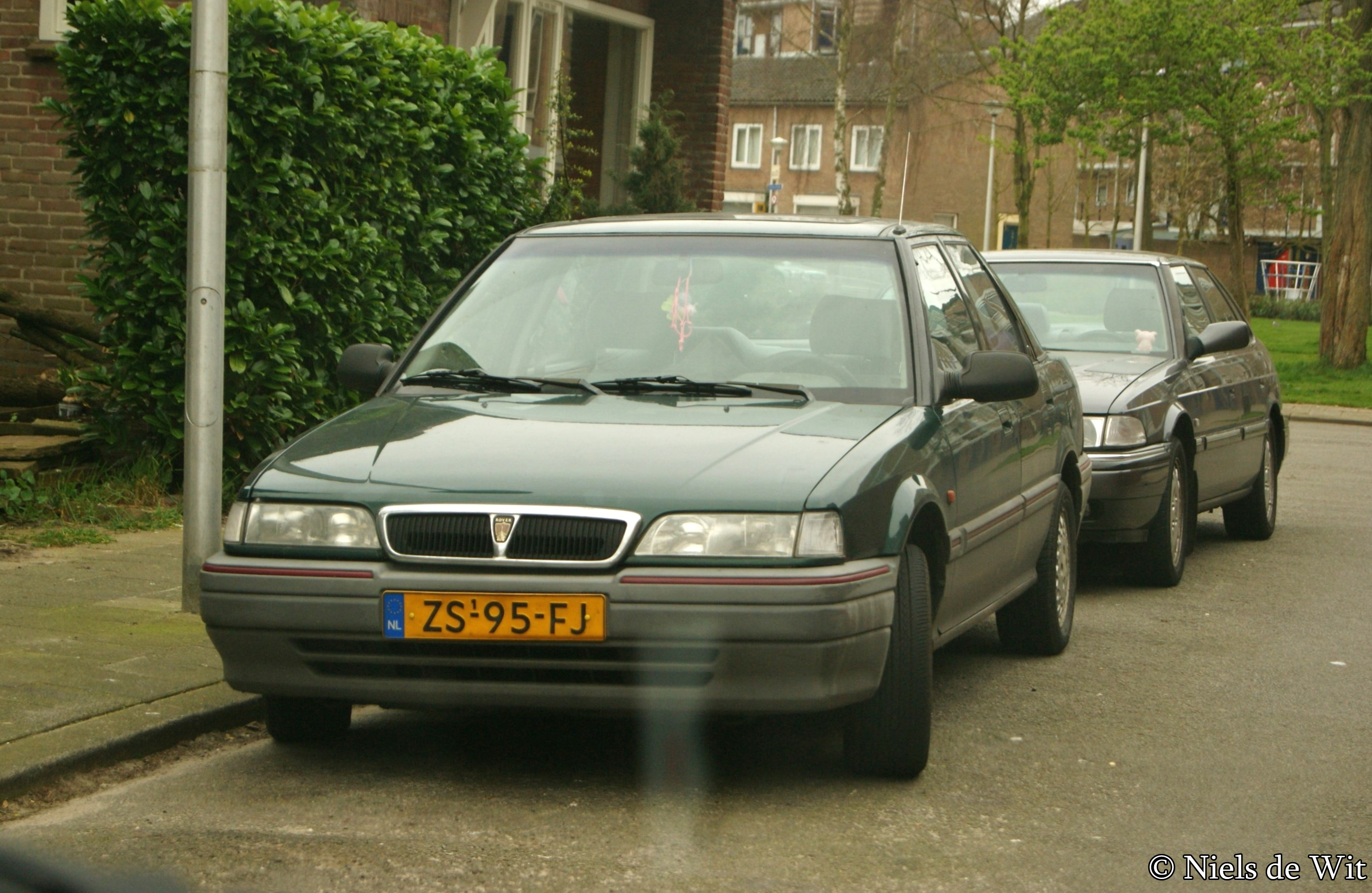
1992 Rover 400

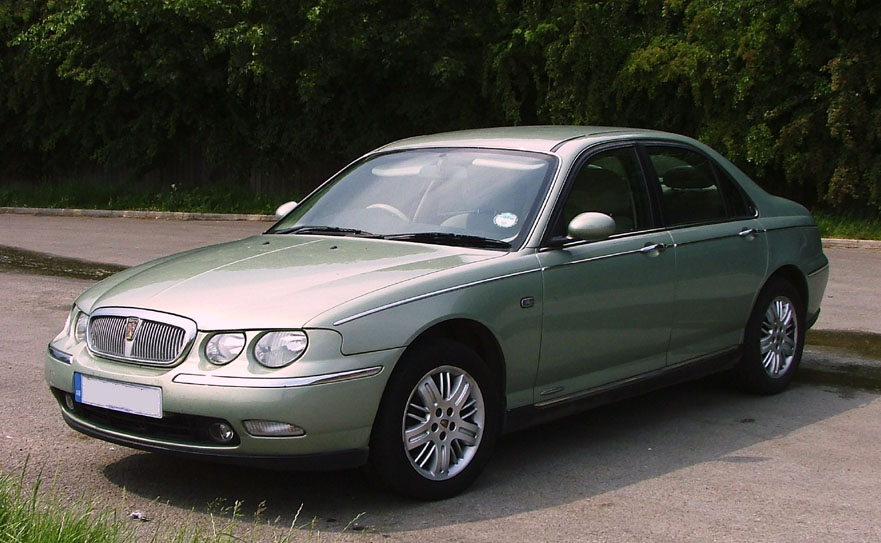
Rover 75 de 1999.

  - 1992–1998 Rover 200 Coupe (216/218/220/220 Turbo)
  - 1990–2000 Rover 400 (414/416/418/420)
  - 1993–1999 Rover 600 (618/620/623 e 620ti)
- Carros executivos
  - 1986–1998 Rover 800 (820/825/827 e Vitesse) e Sterling
  - 1998–2005 Rover 75

### Lançado pela MG Rover (2000–2005)

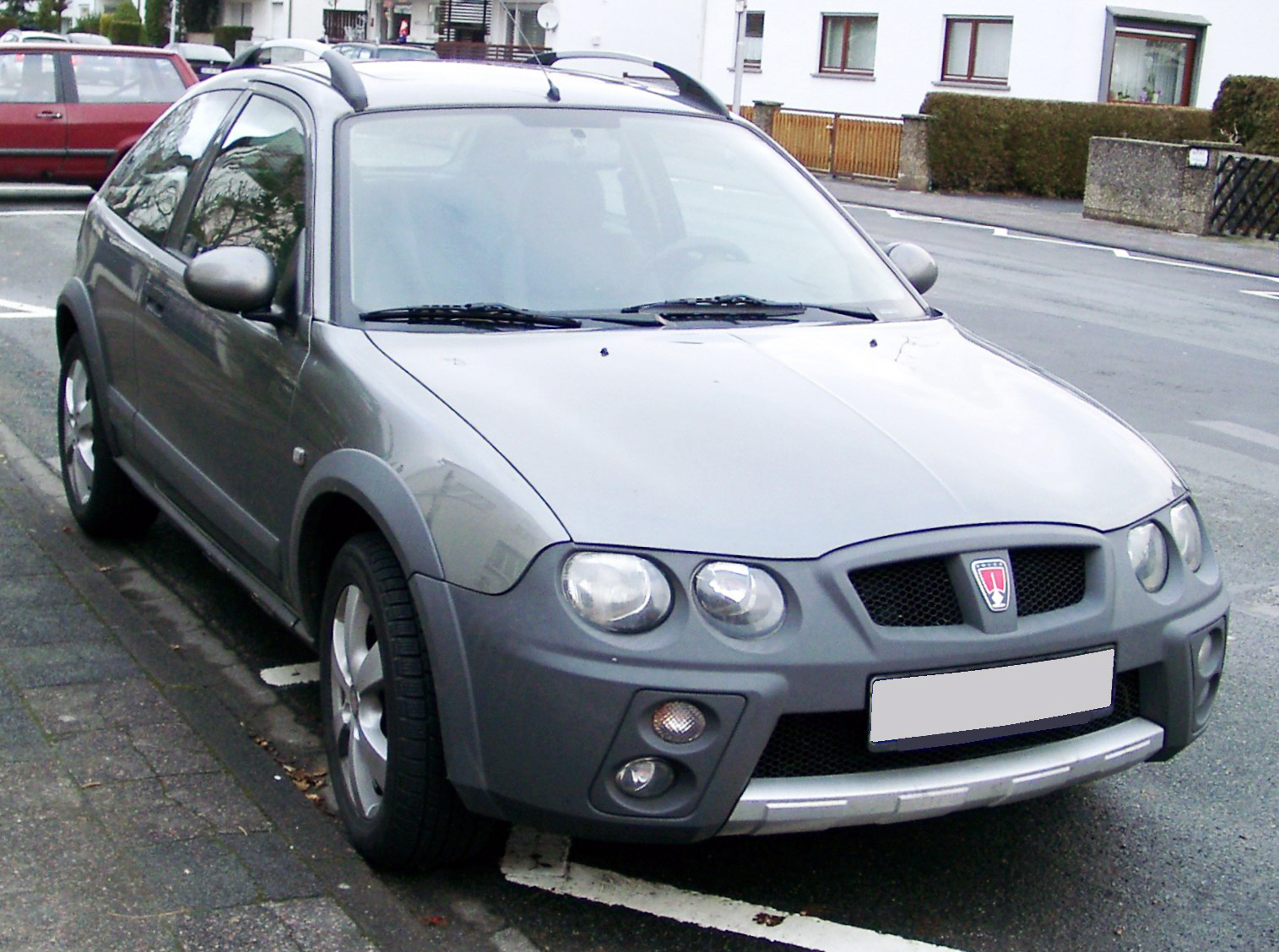
Rover Streetwise de 2004.

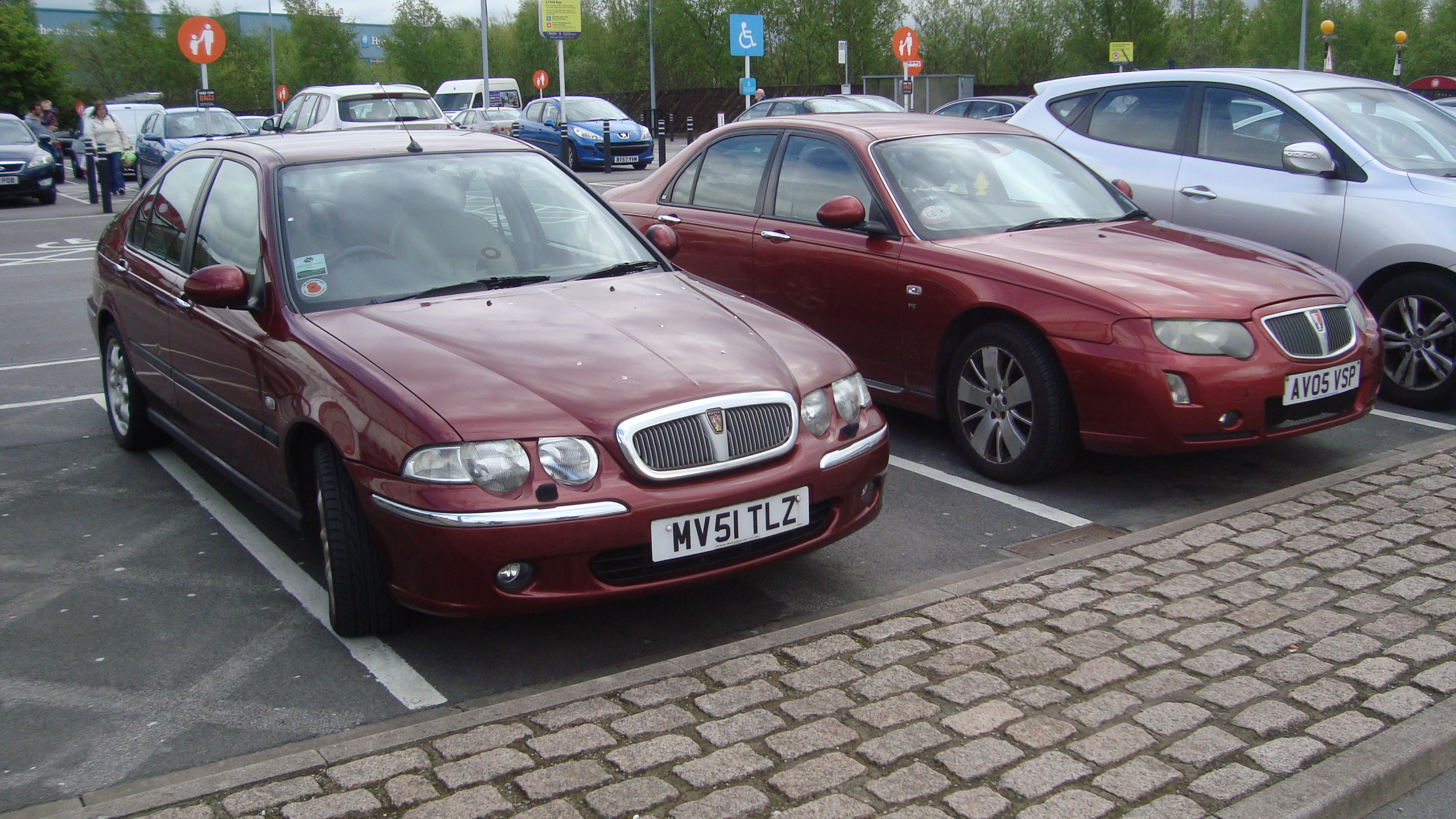
Rover 45 e 2004 Rover 75 Mk II de 2001.

- Carros mini/supermini
  - 2003–2005 CityRover
  - 2005 CityRover MK II
- Carros de família
  - 2000–2004 Rover 25
  - 2000–2004 Rover 45
  - 2000–2004 Rover 75
  - 2000–2004 Rover 75 TOURER
  - 2003–2004 Rover Streetwise
  - 2004–2005 Rover 25 MK II
  - 2004–2005 Rover 45 MK II
  - 2004–2005 Rover 75
  - 2004–2005 Rover 75 TOURER
  - 2004–2005 Rover Streetwise MK II
- Van
  - 2003–2005 Rover Commerce[4]